# Lista soiurilor de mere românești
Aceasta este o listă a soiurilor de mere din România,tradiționale sau dezvoltate de către institutele pomicole. 
| Imagine fruct | Nume soi             | Formă                                         | Epiderma                                                                               | Greutate fruct | Pulpă                                                                           | Gust                                               | Perioadă recoltare                                                                         | Origine                                    | Anul omologării |
| ------------- | -------------------- | --------------------------------------------- | -------------------------------------------------------------------------------------- | -------------- | ------------------------------------------------------------------------------- | -------------------------------------------------- | ------------------------------------------------------------------------------------------ | ------------------------------------------ | --------------- |
|               | Astrahan Roșu        | -                                             | -                                                                                      | -              | -                                                                               | -                                                  | -                                                                                          | -                                          | -               |
|               | Clar Alb             | -                                             | -                                                                                      | -              | -                                                                               | -                                                  | -                                                                                          | -                                          | -               |
|               | Belle Fleur          | -                                             | -                                                                                      | -              | -                                                                               | -                                                  | -                                                                                          | -                                          | -               |
|               | Red Melba            | -                                             | -                                                                                      | -              | -                                                                               | -                                                  | -                                                                                          | -                                          | -               |
|               | London Pippin        | -                                             | -                                                                                      | -              | -                                                                               | -                                                  | -                                                                                          | -                                          | -               |
|               | Landsberger Reinette | -                                             | -                                                                                      | -              | -                                                                               | -                                                  | -                                                                                          | -                                          | -               |
|               | Parmen Auriu         | -                                             | -                                                                                      | -              | -                                                                               | -                                                  | -                                                                                          | -                                          | -               |
|               | Stettin Roșu         | -                                             | -                                                                                      | -              | -                                                                               | -                                                  | -                                                                                          | -                                          | -               |
|               | Renette de Canada    | -                                             | -                                                                                      | -              | -                                                                               | -                                                  | -                                                                                          | -                                          | -               |
|               | Renette Ananas       | -                                             | -                                                                                      | -              | -                                                                               | -                                                  | -                                                                                          | -                                          | -               |
|               | Renette Leder        | -                                             | -                                                                                      | -              | -                                                                               | -                                                  | -                                                                                          | -                                          | -               |
|               | Sovari Comun         | -                                             | -                                                                                      | 150-160 g      | -                                                                               | -                                                  | -                                                                                          | -                                          | -               |
|               | Sovari Nobil         | sferică spre tronconică                       | roșu-bordo intens cu puncte alburii cu pruină multă                                    | 150-160 g      | albă - gălbuie; crocantă                                                        | dulce - acrișor; aroma fină                        | a IlI-a decadă septembrie - I-a decadă octombrie                                           | România, SCDP Cluj                         | 1960            |
|               | Strugurel (Trauben)  | -                                             | -                                                                                      | -              | -                                                                               | -                                                  | -                                                                                          | -                                          | -               |
| -             | Ardelean             | sferică spre tronconică                       | roșu-bordo intens cu puncte alburii cu pruină multă                                    | 150-160 g      | albă - gălbuie; crocantă                                                        | dulce - acrișor; aroma fină                        | a IlI-a decadă septembrie - I-a decadă octombrie                                           | România, SCDP Cluj                         | 1960            |
| -             | Ciprian              | sferică, ușor turtită la capete               | roșie - închis, uniformă                                                               | 140-150 g      | alb - gălbui, crocantă                                                          | dulce - acidulat, armonios                         | a II-a decadă a lunii octombrie în zona de deal                                            | România, SCDP Voinești                     | 1998            |
|               | Crețesc              | sferică, pronuntat asimetric                  |                                                                                        | 400-500 g      | ----                                                                            | ----                                               | ----                                                                                       | România (soi tradițional)                  | -               |
|               | Domnesc              | sferică, pronuntat asimetric                  | fond galben acoperită cu roșu 2/3 din suprafață                                        | 400-500 g      | ----                                                                            | ----                                               | ----                                                                                       | România, Moldova (soi tradițional)         | -               |
|               | Poinic               | marine mica, mijlocie, sferic turtit          | verde spre galbena                                                                     | ----           | alba, suculenta                                                                 | dulce acidulat, racoritor si cu aroma slaba        | ----                                                                                       | România, valea Muresului (soi tradițional) | -               |
|               | Pătul                | marine mica, mijlocie, sferic turtit          | verde spre galbena                                                                     | ----           | alba, suculenta                                                                 | dulce acidulat, racoritor si cu aroma slaba        | ----                                                                                       | România, valea Muresului (soi tradițional) | -               |
|               | Florina              | sferic turtit sau tronconic                   | fond galbenă acoperit cu roșu anilină cu len-ticele albicioase pe toată suprafața      | 150-180gr      | consistentă de culoare crem, potrivit de dulce si slab acidulată plăcut aromată | potrivit de dulce si slab acidulată plăcut aromată | mijlocul lunii octombrie, în zona colinară și la sfârșitul lunii septembrie în zona de sud | Franța (Stațiunea Angers)                  | 1977            |
| -             | Frumos de Voinești   | sferică; ușor turtită; contur aproape regulat | roșie - portocalie, spre purpurie, cu puncte și pete ruginii; subțire și lucioasă      | 150- 160 g     | albă-crem; crocantă; la maturarea deplină fondantă; structura fină              | dulce; aroma discretă                              | octombrie                                                                                  | România, SCDP Voinești                     | 1953            |
| -             | Generos de Voinești  | sferică; ușor turtită; contur aproape regulat | roșie - portocalie, spre purpurie, cu puncte și pete ruginii; subțire și lucioasă      | 150- 160 g     | albă-crem; crocantă; la maturarea deplină fondantă; structura fină              | dulce; aroma discretă                              | octombrie                                                                                  | România, SCDP Voinești                     | 1953            |
| -             | Delicios de Voinești | sferică; ușor turtită; contur aproape regulat | roșie - portocalie, spre purpurie, cu puncte și pete ruginii; subțire și lucioasă      | 150- 160 g     | albă-crem; crocantă; la maturarea deplină fondantă; structura fină              | dulce; aroma discretă                              | octombrie                                                                                  | România, SCDP Voinești                     | 1953            |
| -             | Alex                 | conică - globuloasă                           | fond verde-gălbui, acoperit cu roșu sub formă de zone continui cu striuri              | 200g           | galbenă, fermă, cu suculență medie, fin acidulată                               | plăcut                                             | ultima decadă a lunii septembrie                                                           | România, SCDP Bistrița                     | 2004            |
| -             | Auriu de Bistrița    | ----                                          | ----                                                                                   | ----           | ----                                                                            | ----                                               | ----                                                                                       | România, SCDP Bistrița                     | 1991            |
| -             | Aura                 | ----                                          | ----                                                                                   | ----           | ----                                                                            | ----                                               | ----                                                                                       | România, SCDP Bistrița                     | 1999            |
| -             | Salva                | ----                                          | ----                                                                                   | ----           | ----                                                                            | ----                                               | ----                                                                                       | România, SCDP Bistrița                     | 1999            |
| -             | Starkprim            | ----                                          | ----                                                                                   | ----           | ----                                                                            | ----                                               | ----                                                                                       | România, SCDP Bistrița                     | 2000            |
| -             | Ionaprim             | ----                                          | ----                                                                                   | ----           | ----                                                                            | ----                                               | ----                                                                                       | România, SCDP Bistrița                     | 2000            |
| -             | Bistrițean           | conic globuloasă                              | fond galben, acoperit cu roșu sub formă de zone continui cu striuri pe toată suprafața | 160g           | galben-verzuie, fermă, cu textură și suculentă medie                            | dulce                                              | ultima decadă a lunii septembrie –prima decadă a lunii octombrie                           | România, SCDP Bistrița                     | 2002            |
| -             | Goldprim             | ----                                          | ----                                                                                   | ----           | ----                                                                            | ----                                               | ----                                                                                       | România, SCDP Bistrița                     | 2003            |
| -             | Dany                 | ----                                          | ----                                                                                   | ----           | ----                                                                            | ----                                               | ----                                                                                       | România, SCDP Bistrița                     | 2004            |
| -             | Doina                | ----                                          | ----                                                                                   | ----           | ----                                                                            | ----                                               | ----                                                                                       | România, SCDP Bistrița                     | 2004            |
| -             | Generos              | ----                                          | ----                                                                                   | ----           | ----                                                                            | ----                                               | ----                                                                                       | România, SCDP Voinești                     | 1983            |
| -             | Voinea               | sferică-alungită                              | jumătate din suprafață roșu - carmin                                                   | 180g           | ----                                                                            | ----                                               | prima decadă a lunii septembrie                                                            | România, SCDP Voinești                     | 1985            |
| -             | Redix                | ----                                          | ----                                                                                   | ----           | ----                                                                            | ----                                               | ----                                                                                       | România, SCDP Voinești                     | 2004            |
| -             | Iris                 | ----                                          | ----                                                                                   | ----           | ----                                                                            | ----                                               | ----                                                                                       | România, SCDP Voinești                     | 2005            |
| -             | Real                 | ----                                          | ----                                                                                   | ----           | ----                                                                            | ----                                               | ----                                                                                       | România, SCDP Voinești                     | 2007            |
| -             | Irisem               | sferic-aplatizat                              | roșu aprins pe 2/3 din suprafață                                                       | 175 - 180g     | culoare crem cu fermitate mijlocie                                              | ----                                               | prima decadă a lunii septembrie                                                            | România, SCDP Voinești                     | 2006            |
| -             | Luca                 | ----                                          | ----                                                                                   | ----           | ----                                                                            | ----                                               | ----                                                                                       | România, SCDP Voinești                     | 2006            |
| -             | Inedit               | ----                                          | ----                                                                                   | ----           | ----                                                                            | ----                                               | ----                                                                                       | România, SCDP Voinești                     | 2009            |
| -             | Remar                | ----                                          | ----                                                                                   | ----           | ----                                                                            | ----                                               | ----                                                                                       | România, SCDP Voinești                     | 2008            |
| -             | Voinicel             | ----                                          | ----                                                                                   | ----           | ----                                                                            | ----                                               | ----                                                                                       | România, SCDP Voinești                     | 2009            |
| -             | Ponoma               | ----                                          | ----                                                                                   | ----           | ----                                                                            | ----                                               | ----                                                                                       | România, SCDP Voinești                     | 2008            |
| -             | Chindia              | ----                                          | ----                                                                                   | ----           | ----                                                                            | ----                                               | ----                                                                                       | România, SCDP Voinești                     | 2008            |
| -             | Discoprim            | ----                                          | ----                                                                                   | ----           | ----                                                                            | ----                                               | ----                                                                                       | România, SCDP Voinești                     | 2008            |
| -             | Dacian               | ----                                          | ----                                                                                   | ----           | ----                                                                            | ----                                               | ----                                                                                       | România, SCDP Voinești                     | 2009            |
| -             | Nicol                | ----                                          | ----                                                                                   | ----           | ----                                                                            | ----                                               | ----                                                                                       | România, ICDP Mărăcineni                   | 2005            |
| -             | Colmar               | forma conic – globuloasă                      | roșu, cu pruină densă                                                                  | 125 - 150 g    | ----                                                                            | ----                                               | începutul lunii septembrie                                                                 | România, ICDP Mărăcineni                   | 2006            |
| -             | Colonade             | ----                                          | ----                                                                                   | ----           | ----                                                                            | ----                                               | ----                                                                                       | România, ICDP Mărăcineni                   | 2007            |
| -             | Rustic               | ----                                          | ----                                                                                   | ----           | ----                                                                            | ----                                               | ----                                                                                       | România, ICDP Mărăcineni                   | 2008            |
| -             | Pionier (Vf)         | ----                                          | ----                                                                                   | ----           | ----                                                                            | ----                                               | ----                                                                                       | România, SCDP Voinești                     | 1983            |
| -             | Rebra                | ----                                          | ----                                                                                   | ----           | ----                                                                            | ----                                               | ----                                                                                       | România, ICDP Mărăcineni                   | 2003            |
| -             | Romus 1              | ----                                          | ----                                                                                   | ----           | ----                                                                            | ----                                               | ----                                                                                       | România, ICDP Mărăcineni                   | 1984            |
| -             | Romus 2              | ----                                          | ----                                                                                   | ----           | ----                                                                            | ----                                               | ----                                                                                       | România, ICPP Mărăcineni                   | 1984            |
| -             | Romus 3              | ----                                          | ----                                                                                   | ----           | ----                                                                            | ----                                               | ----                                                                                       | USA (Universitatea Rutgers) România SUA    | 1984            |
| -             | Romus 4              | sferică, ușor aplatizată                      | ceroasă, verde - gălbuie, acoperită cu roșu dungat pe 2/3 din suprafață                | 130 - 150 g    | albă - gălbuie, suculentă                                                       | bun, răcoritor                                     | 25 - 30 august                                                                             | România, ICPP Mărăcineni                   | 1999            |
| -             | Romus 5              | sferică, ușor aplatizată                      | ceroasă, verde - gălbuie, acoperită cu roșu dungat pe 2/3 din suprafață                | 130 - 150 g    | albă - gălbuie, suculentă                                                       | bun, răcoritor                                     | 25 - 30 august                                                                             | România, ICPP Mărăcineni                   | 2003            |

## Legături externe
http://www.statiuneabaneasa.ro